# Premi Gourmetour
Un premi Gourmetour és una distinció que fa l'editorial del Grup Gourmets a diferents professionals de la gastronomia i l'hostaleria, segons els resultats d'una enquesta elaborada a partir d'un qüestionari que es troba a cada Guia Gourmetour, de difusió espanyola, i que cada usuari pot omplir i enviar amb les seves opinions. Els premis es donen a Madrid, cap a l'abril i cada dos anys. L'any 2008/2009 hi havia 18 categories, entre les quals, restaurant de l'any, bar o taverna de l'any, botiga gastronòmica de l'any, hotel de l'any, cuiner de l'any, sumiller de l'any, taula de formatges de l'any, carta de postres de l'any, etc.